# Tigerfisk
Tigerfisk (Hydrocynus vittatus) är en sötvattensfisk från fiskfamiljen (Alestidae) som lever i sjöar och floder i centrala Afrika. Tigerfisken har silvrig dräkt med svarta ränder. Bröst och svansfenor har ljusa orangefärgade prickar. Munnen är försedd med triangulära spetsiga tänder. Hanarna kan nå en längd på 105 cm och honorna en längd på 70 cm. De når vanligtvis en vikt på 15 kg men kan väga uppemot 30 kg.
Arten föredrar varma vattendrag som är rik på syre. Födan utgörs av andra fiskar främst från släktena Brycinus, Micralestes, Barbus och Limnothrissa.
Fortplantningen börjar ofta i december eller januari vid början av regntiden. Exemplaren vandrar vid tillfället till flodernas övre lopp eller till små vattendrag. Äggen läggs i skyddet av vattenväxter.
Beståndet hotas regionalt av dammbyggnader och vattenföroreningar. Tigerfisk inklusive ungfiskar fiskas intensiv. Hela populationen är fortfarande stor. IUCN listar arten som livskraftig (LC).